# Сиквел
Си́квел (англицизм от sequel [siːkwəl] ← лат. sequela; перевод — «продолжение», «приложение») — книга, фильм, компьютерная игра или любое другое творческое повествование, по сюжету являющееся продолжением какого-либо произведения.
Сиквелы привлекают как создателей, так и издателей, потому что возвращение к известному популярному сюжету сопряжено с меньшим риском, чем разработка новых персонажей и антуражей. Зрители же часто хотят новых историй о ставших популярными персонажах или мирах, что делает производство сиквелов финансово привлекательным.

## Классификация
Самый распространенный подход, когда события второй работы непосредственно продолжают события первой, либо продолжая оставшиеся сюжетные линии, либо вводя новый конфликт, чтобы управлять событиями второй истории. Они могут либо продолжаться с того места, где закончилась первая работа, либо продолжаться через некоторое время после окончания событий первой работы. Это часто называют прямым продолжением.
Приквел — произведение, сделанное в соответствии с оригинальным продуктом, который изображает события, происходящие в хронологическом порядке перед событиями оригинальной работы. Хотя его название основано на слове «сиквел», не все приквелы являются настоящими приквелами, которые являются частью основной серии. Приквелы, которые не являются частью основной серии, называются «спин-офф-приквелами», а приквелы, которые являются частью основной серии, называются «настоящими приквелами».
Мидквел — термин, используемый для обозначения работ, действие которых происходит между определёнными событиями. Типы — интерквелы и интраквелы.
Интерквел — история, действие которой происходит между двумя ранее опубликованными или выпущенными историями. Например, если «фильм C» является интерквелом «фильмов А» и «B», события «фильма C» происходят после событий «фильма А», но до событий «фильма Б».
Интраквел — работа, которая сосредоточена на событиях в предыдущей работе.
Триквел — третья работа в серии. Они выступают в качестве продолжения, а иногда и завершения сюжетных линий из первых двух работ.
Сиквел-наследник — работа, которая следует преемственности оригинальных работ, но её действие происходит гораздо дальше по временной линии, часто фокусируясь на новых персонажах с оригинальными, всё ещё присутствующими в сюжете. Они часто создаются спустя много лет после того, как были сделаны оригинальные работы. Сиквелы-наследники иногда также являются прямыми продолжениями, которые полностью игнорируют события предыдущих произведений, фактически ретконируя предшествующие события. Другой термин для этих типов фильмов — риквел, означает сиквел-перезапуск, термин, первоначально придуманный Брюсом Кэмпбеллом для описания фильма «Зловещие мертвецы 2» в отношении первого фильма Киножурналист Памела Макклинток описывает риквел как нечто, что «эксплуатирует добрую волю по отношению к прошлому, запуская новое поколение актёров и сюжетов».
Самостоятельное продолжение — работа, действие которой происходит в той же вселенной, но имеет мало или вообще не имеет повествовательной связи со своим предшественником, и может стоять самостоятельно без тщательного понимания серии.
Резетквел — работа, действие которой происходит в той же вселенной, что и её предшественника, которая сбрасывает сюжет в другой предпосылке или обстановке предшественника работы с более чем одним из тех же персонажей предшественника, чтобы успокоить аудиторию из-за крайне негативного восприятия предшественника.
Духовный наследник — работа, вдохновлённая её предшественником. Она имеет те же стили, жанры и элементы, что и её предшественник, но не имеет к нему никакой прямой связи. Действие большинства духовных наследников также в происходит других вселенных, чем их предшественников, а некоторые духовные наследники даже не являются частью франшизы их предшественника. Духовные наследники иногда могут быть сделаны из материала, первоначально предназначенного для прямых продолжений.
Параллелквел — история, действие которой происходит в тот же момент времени, что и оригинальной истории.

## Связанное
Наряду с сиквелом, есть и другие виды сиквелов или вдохновения предыдущей работы.
Спин-офф — работа, которая не является сиквелом каких-либо предыдущих работ, но её действие происходит в той же вселенной. Это отдельная самостоятельная работа в той же франшизе, что и серия других работ. Спин-оффы часто сосредоточены на одном или нескольких второстепенных персонажах из другой работы или новых персонажах в той же вселенной, что и другая работа.
Кроссовер — работа, в которой персонажи или события из двух предыдущих работ из разных франшиз встречаются в одной вселенной.
Перезапуск — начало предыдущей работы. Это может быть либо фильм, действие которого происходит в новой вселенной, напоминающей старую, либо обычный спин-офф, который начинает новую серию фильмов. Перезапуски обычно являются частью той же медиафраншизы, что и предыдущие работы, но не всегда. Кэтлин Лук написала, что традиционные перезапуски, как правило, отходят от изображения прямых повествовательных или стилистических корреляций с предыдущими версиями франшизы. Современные перезапуски опираются на фактор ностальгии и создают новые сюжеты, в которых одновременно есть аспекты оригинальной франшизы, которые сделали её заметной.